# جایزه بزرگ آلمان ۱۹۶۱
جایزه بزرگ آلمان ۱۹۶۱ (انگلیسی: ‎1961 German Grand Prix‎) یک مسابقهٔ موتوری در رشتهٔ اتومبیل‌رانی فرمول یک بود که در تاریخ ۶ اوت ۱۹۶۱ در نوربورگ‌رینگ واقع در نوربورگ، آلمان غربی برگزار شد. این گراند پری در میان ۸ گراند پری در فصل ۱۹۶۱، مسابقهٔ شمارهٔ ۶ بود.
در این مسابقه که در ۱۵ دور و به مسافت ۳۴۲٫۱۵۰ کیلومتر (۲۱۲٫۶۰۲ مایل) برگزار شد، پول پوزیشن توسط فیل هیل کسب شد و سریع‌ترین زمان برای طی یک دور پیست که برابر با ۸:۵۷٫۸ بود نیز توسط فیل هیل به ثبت رسید.
استیرلینگ ماس از تیم لوتوس-کلیمکس، ولفگانگ فون تریپس از تیم فراری و فیل هیل از تیم فراری به‌ترتیب مقام‌های اول تا سوم مسابقه را کسب کردند.

## رده‌بندی قهرمانی پس از مسابقه
|       | جایگاه | راننده            | امتیاز |
| ----- | ------ | ----------------- | ------ |
|       | ۱      | ولفگانگ فون تریپس | ۳۳     |
|       | ۲      | فیل هیل           | ۲۹     |
| ۱     | ۳      | استیرلینگ ماس     | ۲۱     |
| ۱     | ۴      | ریچی گینتر        | ۱۶     |
| ۲     | ۵      | جیم کلارک         | ۱۱     |
| منبع: |        |                   |        |

|       | جایگاه | سازنده        | امتیاز  |
| ----- | ------ | ------------- | ------- |
|       | ۱      | فراری         | ۳۸ (۴۴) |
|       | ۲      | لوتوس-کلیمکس  | ۲۴      |
|       | ۳      | پورشه         | ۱۱      |
|       | ۴      | کوپر-کلیمکس   | ۱۰ (۱۱) |
|       | ۵      | بی‌آرام-کلیمکس | ۱       |
| منبع: |        |               |         |

یادداشت
- تنها پنج جایگاه نخست از هر رده‌بندی نمایش داده شده‌است.